# Grupo Omnilife
Grupo Omnilife es una empresa de marketing multinivel mexicano  radicado en la ciudad de Guadalajara, Jalisco, México, fundado en 1991, que distribuye suplementos alimenticios. La corporación es propiedad de los herederos de Jorge Vergara, quien también fue dueño del Club Deportivo Guadalajara.

## Historia
Omnilife fue creado en 1991 por Jorge Vergara Madrigal y su esposa Maricruz Zatarain con el nombre de Omnitrition de México, adaptando el esquema de marketing multinivel en América Latina, que diez años después tomó el nombre de Omnilife de México. Vergara se asoció con tres ex-distribuidores estadounidenses de Herbalife y en 1989 fundaron Omnitrition USA. Su producto principal era un té para bajar de peso y una vitamina líquida desarrollada por Durk Pearson, que distribuyeron bajo la marca Omni IV (conocido por Omnilife de México como Omniplus).
El 11 de septiembre de 1991, los tres estadounidenses y Vergara abrieron Omnitrition de México, con Vergara dirigiendo la parte comercial de la empresa. La empresa alcanzó un gran éxito, citando como ventaja que Omnitrition de México desembolsa sus comisiones cada quince días, a diferencia del sistema de mensualidades pagadas en Estados Unidos. Poco después, los socios de Vergara vendieron sus partes de Omnitrition de México, y en 1994 como dueño único, cambio al nombre actual Omnilife.
Tras el segundo matrimonio de Vergara, con la empresaria mexicana Angélica Fuentes Téllez, Vergara vendió 43% de las acciones totales de Omnilife en 2010, convirtiendo a Fuentes en la directora ejecutiva de la compañía. Años después, Fuentes fue acusada de administración fraudulenta y retirada de su cargo en 2015.
Omnilife cuenta con un portafolio de más de doscientos productos entre suplementos nutricionales y línea de belleza. En el 2016, a raíz del último divorcio de Vergara, la línea de belleza tomó el nombre de SEYTÚ, enfocada en productos de cuidado personal y cosméticos.

## Plantas de manufactura
Omnilife cuenta con dos plantas de manufactura, una en México con una superficie de 50,000 m² la cual se posiciona como la más grande del mundo en su ramo y en donde se fabrican cerca de 17 millones de productos mensualmente.[cita requerida] La otra planta está ubicada en Colombia, con una extensión de 5000 m² con una capacidad de producción de 650 000 productos mensuales aproximadamente.
Planta de manufactura en México
En la Planta de Manufactura Omnilife de México se producen mercancías que se distribuyen a México, Brasil, España, Honduras, Costa Rica, Estados Unidos, Guatemala, Italia, Nicaragua, Panamá, Paraguay, República Dominicana, El Salvador y Uruguay.
Planta de manufactura en Colombia
La segunda y única planta de manufactura de Omnilife fuera de México se ubica en Caloto, Cauca (Colombia), y manufactura productos en polvo para Sudamérica.

## Propietarios
Entre los propietarios del grupo empresarial se encuentran los herederos de Jorge Vergara: Amaury Vergara Zatarain, Kenya Vergara y Yelena Vergara. La segunda exesposa de Vergara Angélica Fuentes Téllez fue excluida de las acciones de la empresa tras ser acusada de administración fraudulenta. Su primera exesposa, Maricruz Zatarain, dirige actualmente el área financiera.

## Reconocimientos
Omnilife obtuvo el Reconocimiento de Súper Empresas 2015 otorgado por Grupo Expansión (lugar #15 del ranking).[cita requerida] Asimismo, de 2008 a 2015 obtuvo el Certificado en el Modelo de Equidad de Género, fomento hacia la cultura de respeto e igualdad de oportunidades para hombres y mujeres, otorgado por el Instituto Nacional de las Mujeres.

## Controversias
En agosto de 2014, el programa chileno En su propia trampa mostró videos ocultos donde los productos alimenticios de Omnilife eran promovidos como productos terapéuticos, incluso como curas milagrosas a enfermedades terminales como el cáncer. El reportaje evidenció que los productos Omnilife no tienen ningún poder curativo y los permisos que cuenta la empresa solo indican que son suplementos alimenticios sin fines terapéuticos. El propio Vergara fue criticado por realizar declaraciones de esta naturaleza durante sus presentaciones en público.
Durk Pearson, un desarrollador líder de productos Omnilife, ha sido criticado por investigadores de la salud por realizar declaraciones infundadas sobre propiedades curativas en sus publicaciones. En una acción civil, Pearson y su colaboradora Sandy Shaw desafiaron la validez constitucional de algunas regulaciones de la Administración de Medicamentos y Alimentos de los Estados Unidos (FDA), que requieren a los vendedores de suplementos alimenticios obtener la autorización de la organización antes de etiquetar sus productos con "declaraciones de propiedades curativas", argumentando que las decisiones de etiquetado constituyen una forma protegida constitucionalmente de libertad de expresión. La FDA ganó el caso.
De acuerdo con testimonios de distribuidores, Omnilife cobra una membresía de incorporación al negocio de distribuidores por $499 pesos mexicanos. Al igual que otras empresas de marketing multinivel, Omnilife ha sido criticada por confundir a sus distribuidores con reclamos exagerados de independencia financiera a través de la participación en su red, cuando en la práctica solo un número muy reducido de participantes, la mayoría de los cuales se establecieron durante los primeros años de la empresa, reciben beneficios pasivos de Omnilife. Estas acusaciones han llevado a la empresa a ser criticada de constituir un esquema piramidal.